# Элиас, Изхар
Изхар Элиас (нидерл. Izhar Elias; род. 1977, Амстердам) — нидерландский академический гитарист.
Окончил Гаагскую консерваторию (2002), где среди учителей Элиаса был, в частности, известный хорватский гитарист-виртуоз Зоран Дукич. В дальнейшем он также прошёл специальный курс гитары XIX века в итальянской Академии Отточенто Карло Бароне. В своей исполнительской практике Элиас, таким образом, сочетает интерес к ранней музыке с интересом к гитарному репертуару XIX столетия.
Элиас выступает в составе трио Cordevento (с блокфлейтистом Эриком Босграфом и клавесинистом Алессандро Пьяну), их дебютный альбом был посвящён музыке Антонио Вивальди. Как солист Элиас выпустил в 2005 г. первый альбом «Omaggio a Guadagnini», посвящённый гитарному мастеру Карло Гваданьини (1768—1816), на инструменте которого он играет, и включающий сочинения Мауро Джулиани, Фернандо Сора, Йозефа Каспара Мерца и Марио Кастельнуово-Тедеско. Следующая запись Элиаса была полностью посвящена гитарному переложению оперы Джоакино Россини «Семирамида», выполненному Мауро Джулиани; для этой записи Элиас провёл значительную подготовительную исследовательскую работу, сверив обработку Джулиани с оригинальной оперной партитурой для уточнения фразировок, дописав каденции в нужных местах и т. д.
В 2008 году участвует в фестивале старинной музыки Earlymusic.